# Marek (Wasilakis)
Marek, imię świeckie Markos Wasilakis (ur. 26 kwietnia 1965 na Chios) – grecki duchowny prawosławny, od 2011 metropolita Chios, Psary i Inuses.

## Życiorys
Święcenia prezbiteratu przyjął w 2000 r. W 2011 r. otrzymał chirotonię biskupią.